# Theodore Schultz
Theodore William Schultz (n. 30 aprilie 1902, Arlington⁠(d), Dakota de Sud, SUA – d. 26 februarie 1998, Evanston, Illinois, SUA) a fost un economist american, laureat al Premiului Nobel pentru economie (1979).